# Kisondela
Kisondela ist ein Verwaltungsbezirk (Ward) des Distrikts Rungwe in der tansanischen Region Mbeya.

## Geografie
Kisondela ist ein Bezirk im Südwesten von Tansania. Er liegt im hügeligen Mittelland des Distrikts und grenzt im Westen an die Region Songwe. Hier bildet der Fluss Kiwira die Grenze. Es regnet zwischen 800 und 2200 Millimeter im Jahr. Die Fläche des Bezirks beträgt 79 Quadratkilometer und bei der Volkszählung 2022 lebten hier 10.005 Menschen in 2984 Haushalten.

## Geschichte
Die Bevölkerungsanzahl sank von 11.858 bei der Volkszählung 2002 auf 11.070 im Jahr 2012 und weiter auf 10.005 bei der Zählung 2022.

## Gliederung
Der Bezirk besteht aus sechs Gemeinden (Mtaa) mit 26 Orten (Kitongoji):

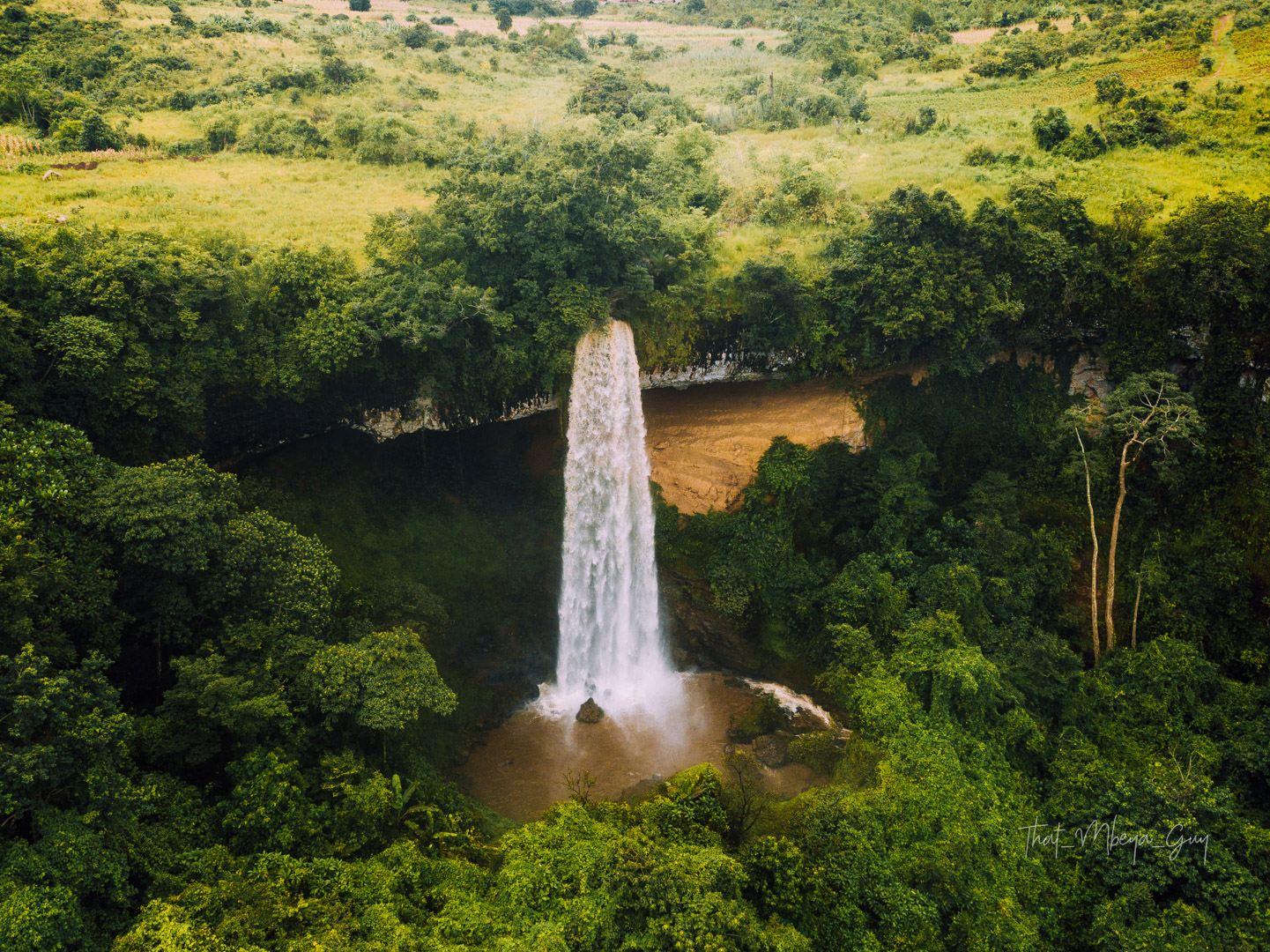
Kapologwe-Wasserfall

| Isuba - Isuba - Katumba - Seso - Ilulwe - Iponjola | Kibatata - Ipyana - Kisondela - Mwanjelwa | Ndubi - Ndubi - Kililila - Lusungo II | Mpuga - Mpuga - Nsyamba - Ngopyolo | Lutete - Bujesi - Njela - Lugombo - Isumba - Majengo - Ngubati - Nnyamisi | Bugoba - Bugoba - Igembe - Masebe - Lusungo Juu - Lusungo Chini |

## Wirtschaft und Infrastruktur
- Landwirtschaft: Es werden überwiegend Avocados, Tee, Kaffee, Kardamom, Mais, Mango, Bohnen, Bananen und Erdnüsse angebaut.[4] Die wichtigsten Nutztiere sind Rinder und Hühner.[9]
- Bildung: In Kisondela befindet sich das Theologisches College Lutengano, das von der Herrnhuter Brüdergemeine geführt wird.[10] Weiterführende Schulen im Bezirk sind die Kisondela Secondary School[11] und die Lutengano Secondary School, die auch von der Herrnhuter Brüdergemeine geleitet wird.[12]
- Gesundheit: Im Bezirk liegen zwei staatliche Apotheken, eine in Lutete[13] und eine in Mpuga[14]
- Sehenswürdigkeit: Im Kapologwe-Wasserfall stürzt das Wasser des Flusses Kala, einem Nebenfluss des Kiwira, 25 Meter in die Tiefe.[15]